# Discapacidad

Símbolo que representa el uso exclusivo para personas con discapacidad. Hoy en día, existe otro tipo de logo con respecto a la discapacidad que hace mención de un círculo con una persona conectando sus miembros superiores, lo que se relaciona con el hecho de que no es una "discapacitada", sino que es una persona con discapacidad, que tiene derechos y obligaciones.

La discapacidad es una condición bajo la cual ciertas personas presentan alguna deficiencia física, intelectual o sensorial (entre otras) que, al interactuar con las diversas barreras, pueda afectar, a corto o a largo plazo, la participación plena y efectiva en la sociedad. En la mayoría de países, las personas con discapacidad pueden solicitar el reconocimiento de su condición y, a partir de cierto grado, un certificado de discapacidad, que les permite acceder a una serie de derechos y prohibiciones. El término minusvalía se considera peyorativo en la mayoría de países.
La Convención Internacional sobre los Derechos de las Personas con Discapacidad, aprobada por la ONU en 2006, define de manera genérica a quien posee una o más discapacidades como persona con discapacidad.
Incluso, en ciertos ámbitos, vocablos como «discapacitados», «ciegos», «sordos», etcétera, aún empleándose correctamente, podrían considerarse despectivos o peyorativos dependiendo del contexto, ya que para algunas personas dichos términos podrían cosificar a quien tiene la discapacidad, lo cual interpretan como una forma de discriminación. En esos casos, para evitar posibles conflictos de tipo semántico, se recomienda el uso de la expresión «personas con discapacidad». Al mismo tiempo, esto ha generado controversias, ya que el uso de "con" implica una deficiencia en el ser humano, y han surgido críticas dentro de las comunidades discapacitadas.
La persona con discapacidad es un sujeto de derecho.

## Tipos de discapacidad
Existe debate sobre cuáles son los tipos de discapacidad que existen debido a ser un colectivo muy heterogéneo. Algunos de los tipos de discapacidad más comunes son:
- Discapacidad física o motriz se refiere a la pérdida o limitación de la persona (ya sea debido por una enfermedad o por un accidente) para realizar actividades físicas y motoras como son caminar, mover brazos, manos, pies... (Ya sea de manera indefinida o temporal). Por ejemplo: distrofia muscular, espina bífida...[10]
- Discapacidad orgánica o visceral es aquella producida por la pérdida de funcionalidad de algunos sistemas corporales, que suelen relacionarse con los órganos internos, procesos fisiológicos y neurológicos, ya sean de forma congénita o adquirida. (Ya sea de manera indefinida o temporal). Por ejemplo: EPOC...[11]
- Discapacidad sensorial es aquella discapacidad producida (ya sea enfermedad o accidente) por la limitación o deficiencia de las capacidades sensoriales (ya sea de manera indefinida como temporal) como son:[12]
  - Visual: La pérdida de la vista o dificultad al ver con alguno de los ojos.
  - Auditiva: Pérdida o limitación del oído para poder escuchar.
- Discapacidad psíquica: es aquella discapacidad relacionada con actividades propias de la mente y el sistema cognitivo. (Ya sea por una enfermedad, síndrome, trastorno o accidente; tanto de manera indefinida o temporal) Se divide en:[13]
  - Discapacidad intelectual o mental: Limitaciones y dificultades en el aprendizaje y desarrollo intelectual. Un ejemplo de ello es el síndrome de Down entre otros.[14]
  - Discapacidad psicosocial: Limitación y dificultad para establecer relaciones sociales y/o afectivas. Un ejemplo de ello lo constituyen el síndrome de Asperger o diversos trastornos psicológicos entre otros.[15]

Algunas de las causas de la discapacidad pueden ser:
- Causas sociales y contextuales: Guerras y conflictos armados, accidentes laborales, maltrato, accidentes de tráfico, traumatismos, etc.
- Causas sanitarias: Discapacidad causada por enfermedades infecciosas y parasitarias, deficiencias nutricionales, problemas de salud relativos al desarrollo del feto o al momento del parto, defectos congénitos, enfermedades crónicas y tumores malignos.
- Causas ambientales: Estas causas comprenden problemas de contaminación ambiental y sus efectos en la salud, como por ejemplo el uso irracional de plaguicidas en los cultivos que aumentan los riesgos de padecer alguna enfermedad discapacitante.[16]

## Evolución de la percepción de la discapacidad

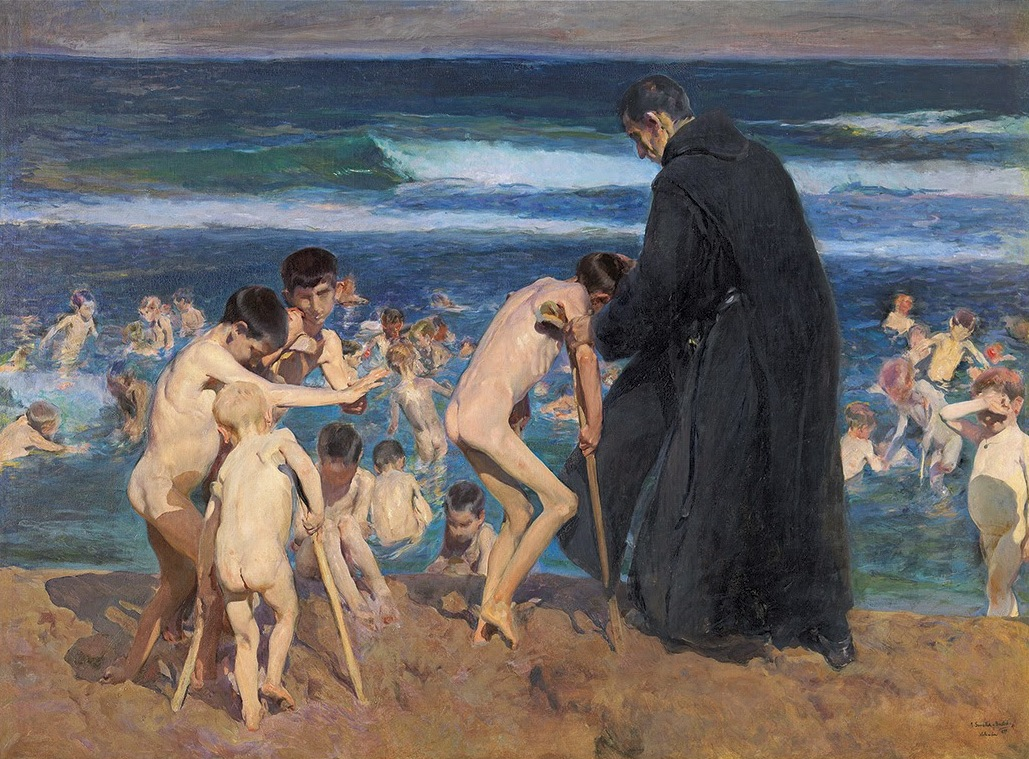
Triste herencia (1899), de Joaquín Sorolla. La pintura muestra diferentes niños afectados de varios tipos de incapacidad que se disponen a tomar un baño en el mar ayudados por un religioso de la Orden de San Juan de Dios.

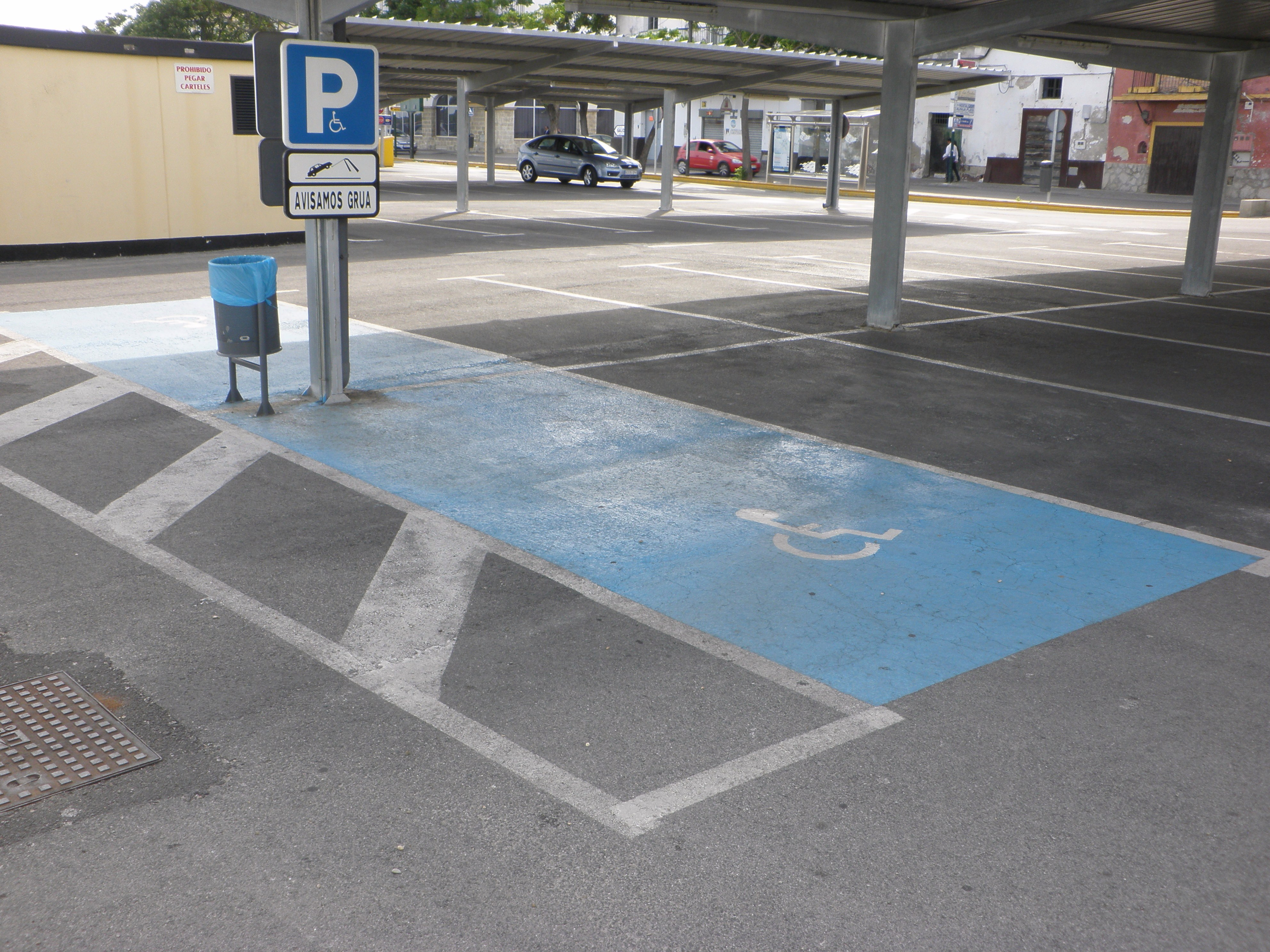
Estacionamiento reservado para personas con discapacidad.

La discapacidad es una realidad humana que ha sido percibida de manera diferente en diferentes períodos históricos y civilizaciones. La visión que se le fue dada a lo largo del siglo XX estaba relacionada con una condición física considerada como deteriorada respecto del canon de un individuo o de su grupo. El término, originado luego de la Segunda Guerra Mundial, se refiere al funcionamiento individual e incluye discapacidad física, discapacidad sensorial, discapacidad cognitiva, discapacidad intelectual, enfermedad mental y varios tipos de enfermedades crónicas.
Por el contrario, la visión basada en los derechos humanos o modelos sociales introduce el estudio de la interacción entre una persona con discapacidad y su ambiente; principalmente el papel de una sociedad es definir, causar o mantener la discapacidad dentro de dicha sociedad, incluyendo actitudes o unas normas de accesibilidad que favorecen a una minoría marginada a dejar de serlo.
La evolución de la sociedad ha ido mejorando desde la década de 1980 y se han desarrollado modelos sociales de discapacidad que añaden nuevas apreciaciones al término. Por ejemplo, se distingue entre una persona con discapacidad (en cuanto posee una habilidad disminuida siendo objetivamente menor que la de la media) y una persona con capacidades distintas de las normales y que —aunque no representa ninguna ventaja o inconveniente— a menudo es considerado un problema debido a la actitud de la sociedad o el hecho de que los patrones están basados en características medias.
Estos cambios de actitud han posibilitado cambios en la comprensión de determinadas características físicas que antes eran consideradas como discapacidades. En la década de 1960, por ejemplo, las personas zurdas eran vistas como personas con una anomalía, siendo obligadas a escribir con la mano derecha, e incluso a veces hasta se les castigaba si no lo hacían. En los años 1980 se acepta esta cualidad como una característica física. Si determinadas herramientas, como tijeras o sacacorchos se crean para personas diestras, una persona zurda se percibirá a sí misma como una persona con discapacidad, puesto que es incapaz de realizar ciertas acciones y necesita ayuda de otras personas, perdiendo su autonomía.
En la sociedad actual existe una tendencia a adaptar el entorno y los espacios públicos a las necesidades de las personas con discapacidad, a fin de evitar la exclusión social, pues una discapacidad se percibe como tal, en tanto que la persona es incapaz de interactuar por sí misma con su propio entorno.

## Definiciones y enfoques
La Clasificación Internacional del Funcionamiento, de la Discapacidad y de la Salud (CIF) de la Organización Mundial de la Salud, distingue entre las funciones del cuerpo (fisiológico o psicológico, visión) y las estructuras del cuerpo (piezas anatómicas, ojo y estructuras relacionadas). La debilitación en estructura o la función corporal se define como participación de la anomalía, del defecto, de la pérdida o de otra desviación significativa de ciertos parámetros generalmente aceptados de la población, que pueden fluctuar en un cierto plazo. La actividad se define como la ejecución de una tarea o de una acción.
El CIF enumera 9 amplios dominios del funcionamiento que pueden verse afectados:
1. Aprendiendo y aplicando conocimiento
2. Tareas y demandas generales
3. Comunicación
4. Movilidad
5. Cuidado en sí mismo
6. Vida doméstica
7. Interacciones y relaciones interpersonales
8. Áreas importantes de la vida
9. Vida de la comunidad, social y cívica

La introducción al CIF indica que una variedad de modelos conceptuales se ha propuesto para entender y para explicar la discapacidad y el funcionamiento, que intenta integrar a ellos. Existen dos modelos de ver la discapacidad en sí. El modelo social y el modelo médico.

### Enfoque o modelo social
El modelo social de la discapacidad considera que las causas que originan la discapacidad no son religiosas, ni biológicas, sino que son, en gran medida, sociales. Desde esta perspectiva, se pone énfasis en que las personas con discapacidad pueden contribuir a la sociedad en iguales circunstancias que las demás, pero siempre desde la valoración a la inclusión y el respeto a lo diverso.
Desde este enfoque, la discapacidad es una colección compleja de condiciones, muchas de las cuales son creadas por el entorno social, razón por la cual el abordaje de estas condiciones requiere la acción social y es responsabilidad colectiva de la sociedad hacer las modificaciones ambientales necesarias para la participación completa de la persona con discapacidad en todas las áreas de la vida.
Uno de los problemas más graves se da en el profundo desconocimiento sobre la discapacidad que presentan las personas sin discapacidad y el no saber cómo relacionarse con una persona con discapacidad, desencadenando un gran distanciamiento y marginación social sin pretenderlo. La sociedad debe eliminar las barreras para lograr la equidad de oportunidades entre personas con discapacidad y personas sin discapacidad. Para lograr esto, es crucial una educación apropiada y las tecnologías de apoyo.
El modelo social no contempla la discapacidad como un problema individual, sino como una condición cuyas limitaciones son ocasionadas por las barreras u obstáculos que levanta la sociedad.
A pesar de que el modelo social es el enfoque para pensar la discapacidad que cuenta con mayor aceptación institucional, en el discurso de los medios de comunicación y en el imaginario social continúan siendo predominantes las concepciones relacionadas con el modelo médico.

### Enfoque del comportamiento interpersonal
En el ámbito médico se ve a la discapacidad como su nombre indica y es cautelosa a la hora de asociarlo a una enfermedad o un accidente, si fuera así el caso, causando directamente una deficiencia, trauma, o la otra condición de la salud que; por tanto, requiere la asistencia médica sostenida proporcionada bajo la forma de tratamiento individual por los profesionales.
La asistencia médica y la relevancia política son la respuesta principal de la política de modificación o reforma de la salud. El enfoque con el cual la persona con discapacidad es tomada por la sociedad es muy importante e influyente en la relación interpersonal de la persona con discapacidad. 
Las terminologías están asociadas a ideas y conceptos que representan valores culturalmente aceptados y la sociedad evoluciona sobre la percepción que se tenga de las Discapacidades. Ciertos organismos relacionados con la diversidad funcional han intentado acuñar vocablos nuevos, en busca de una nueva visión social de este colectivo, la Organización Mundial de la Salud (OMS), promocionó la Clasificación Internacional del Funcionamiento de la Discapacidad y de la Salud (CIF) Suiza (2001), sustituyendo la anterior Clasificación Internacional de Deficiencias, Discapacidades y Minusvalías (CIDDM) de 1980.
- Deficiencia por déficit en el funcionamiento, la pérdida o anormalidad de una parte del cuerpo o de una función fisiológica o mental, la contextualiza a una desviación significativa de la mediana estandarizada de la población;
- Discapacidad por limitación en la actividad referida a las dificultades en la ejecución calificadas en distintos grados que supongan una desviación importante en cantidad y calidad en relación en una persona sin alteración de salud;
- Minusvalía por la restricción en la participación, son problemas que un individuo puede experimentar en su implicación en situaciones vitales, la participación está determinada por lo esperado de un individuo sin discapacidad en una determinada cultura o sociedad.

### Modelos de discapacidad
El Instituto Interamericano del Niño de la Organización de Estados Americanos (OEA) publicó un trabajo en 2001, en el que plantea la evolución del concepto de discapacidad desde el siglo XVII, según los siguientes modelos:

#### Modelo médico
Se extiende desde el siglo XVII hasta la actualidad. Desde este modelo, se considera que las discapacidades tienen un origen biomédico, lo cual implica que son tratadas como enfermedades que deben ser curadas; asimismo, las personas que a pesar de los tratamientos no logran una mejora son separadas del resto de la sociedad a través de su reclusión en instituciones como los asilos y los manicomios.
El modelo médico sigue manifestándose en los discursos y representaciones sociales de la discapacidad (por ejemplo, en los medios de comunicación).

#### Modelo interaccionista o estructuralista
Comienza a desarrollarse el concepto de desventaja y a enfatizarse los factores ambientales. En este período se implanta la normalización en la educación. Se reconoce el valor de la prevención para eliminar las barreras físicas y estructurales.

#### Modelo biopsicosocial
El modelo biopsicosocial es un modelo participativo de salud y enfermedad que considera al individuo un ser que participa de las esferas biológicas, psicológicas y sociales.

#### Modelo inclusivo de los derechos humanos
Actualmente este modelo es el que prevalece y reconoce que todo individuo sin importar su discapacidad tiene derechos humanos que deben ser respetados.
Según el artículo 12 de la Convención Internacional de Naciones Unidas sobre los Derechos de las Personas con Discapacidad: Todos los Países asegurarán la igualdad de derechos de las personas con discapacidad ante la ley.
La Convención exige que todos los Países garanticen que las personas con discapacidad:
- Tienen los mismos derechos a heredar y poseer propiedades.
- Deben conocer y controlar sus actividades y bienes económicos.
- Pueden acceder a los servicios financieros, como por ejemplo los créditos o las hipotecas.

#### Modelo de la diversidad funcional
Se ha propuesto un término en ciertos espacios para referirse a las personas con discapacidad, el de mujeres y varones con diversidad funcional («personas con capacidades diferentes»), a fin de eliminar la negatividad en la definición del colectivo de personas con discapacidad y reforzar su esencia de diversidad. Sin embargo, es un hecho que debemos destacar: una persona con discapacidad no necesariamente posee capacidades distintas o superiores a las de una persona que no posee la condición; si acaso, ha desarrollado habilidades que le permiten compensar la pérdida o disminución de alguna función, pero que no son privativas suyas, puesto que cualquier persona sin discapacidades también podría hacerlo.

## Accesibilidad y tecnologías de apoyo

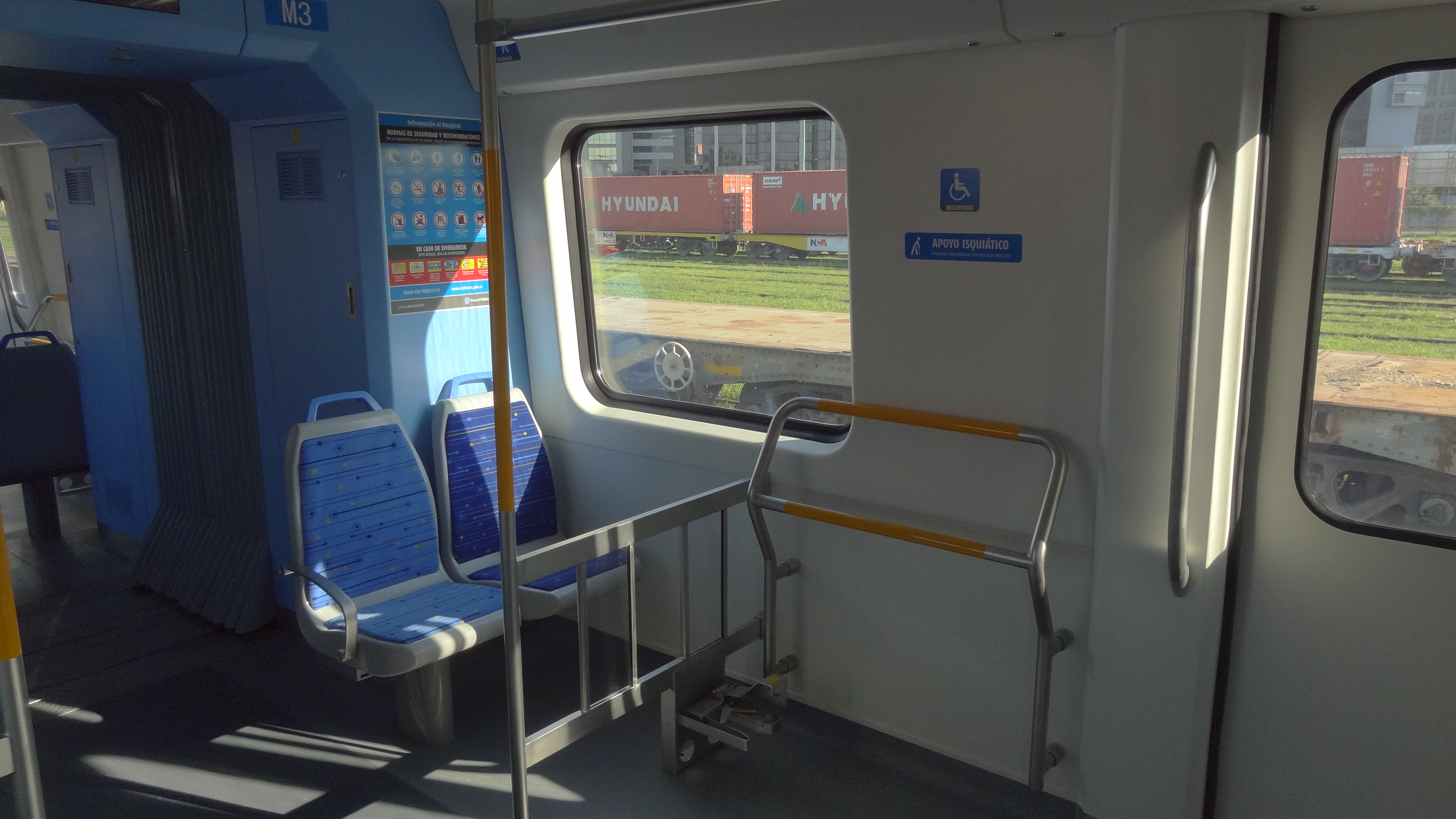
Espacio reservado para discapacitados motores en un tren de Argentina.

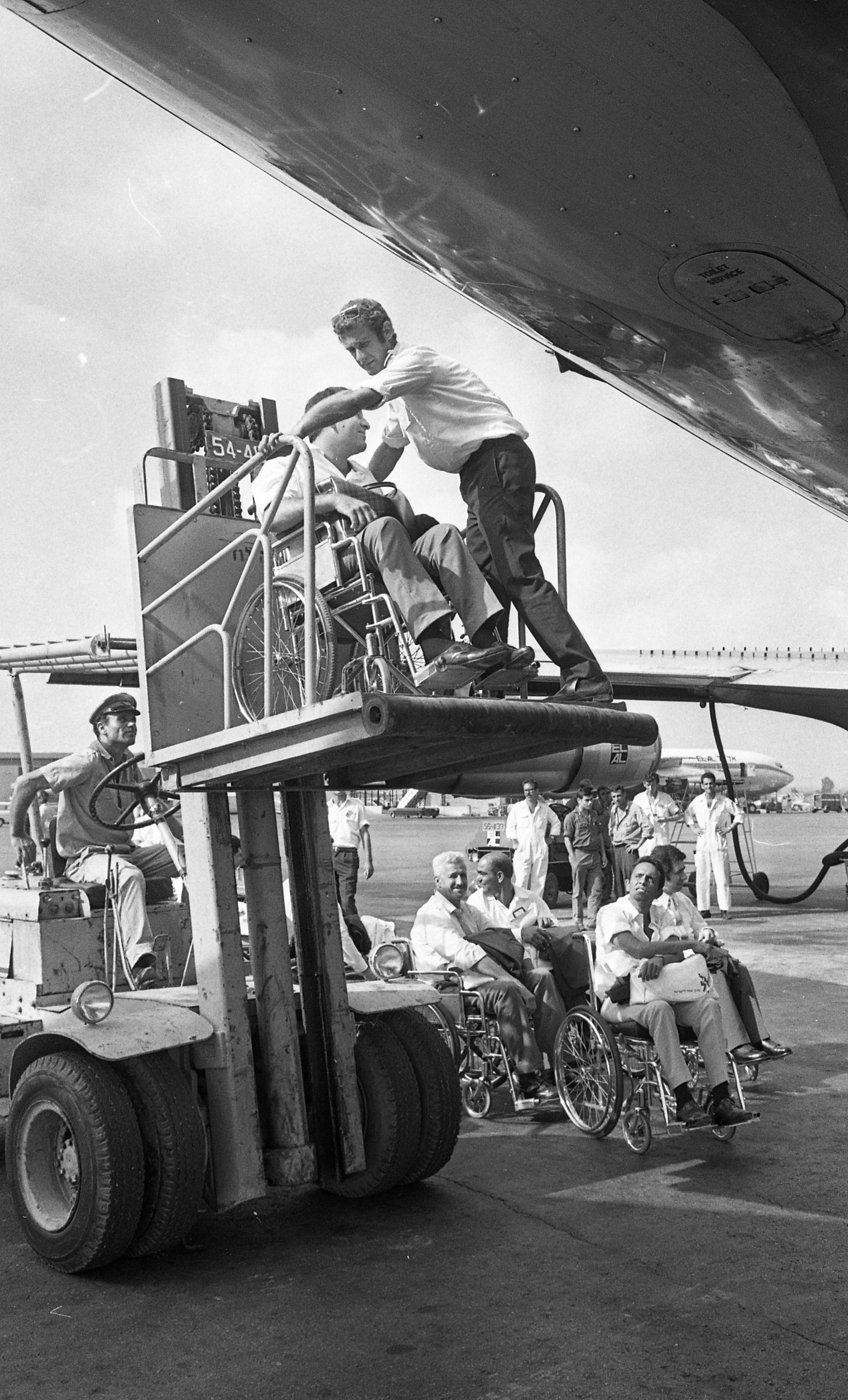
Accesibilidad a naves aéreas, Israel 1969.

La accesibilidad es el grado en el que todas las personas pueden utilizar un objeto, visitar un lugar o acceder a un servicio, independientemente de sus capacidades técnicas, cognitivas o físicas.

#### Tecnologías de apoyo
Se llama tecnología de apoyo o de ayuda a todo tipo de equipo, objeto, sistema, producto, máquina, instrumento, programa o servicio que puede ser usado para suplir, aumentar, mantener, compensar o mejorar las capacidades funcionales de las personas con impedimento o discapacidad (motriz, sensorial o cognitiva). También se denomina tecnología de «adaptación» o de «ayuda» para la vida independiente, ya que les facilita a los individuos que las utilizan, llevar a cabo tareas que antes eran incapaces de cumplir o tenían grandes dificultades para realizarlas. Algunos ejemplos son el bastón blanco, el andador, la silla de ruedas, muletas, perros de asistencia, etc.
El uso de las tecnologías como medio para incrementar, mantener o mejorar las capacidades funcionales de los individuos es una práctica común en el ámbito de la intervención con personas con discapacidad. García Viso y Puig de la Bellacasa (1988) definen las ayudas técnicas como utensilios para que el individuo pueda compensar una deficiencia o discapacidad sustituyendo una función o potenciando los restos de las mismas.
La naturaleza de las tecnologías de apoyo es tan variada que se han propuesto, para ello, distintas filosofías de clasificación. Así, por ejemplo, Roca y otros (2004), proponen diferentes clasificaciones atendiendo a su nivel tecnológico.

#### Accesibilidad por ámbito

##### Ruta accesible
La ruta accesible es la posibilidad de ingreso que tienen todas las personas a servicios y áreas físicas educativas (mediante pisos, andadores, puertas y vanos) contando con todas las facilidades y libertades para desplazarse horizontal y verticalmente y permanecer en el lugar de forma segura; esta ruta será desde cualquier punto de acceso al inmueble incluyendo banquetas, estacionamientos y paradas de transporte público y deberá estar concebida libre de obstáculos y barreras y con características y dimensiones que eficiente la accesibilidad de las personas con discapacidad.
| Tipos y elementos                                                 | Tipos y elementos                               |
| En circulaciones horizontales                                     | En circulaciones verticales                     |
| ----------------------------------------------------------------- | ----------------------------------------------- |
| Pisos y patios                                                    | Rampas                                          |
| Guías en piso para conducción de personas con discapacidad visual | Elevadores y plataformas (para silla de ruedas) |
| Pasillos                                                          | Escaleras                                       |

Las disposiciones generales para locales y servicios en México consideran que el acceso y circulación deberán ser libres de obstáculos, desde la calle y las áreas de estacionamiento de vehículos hasta las plantas bajas de todos y cada uno de los edificios de planteles escolares.

##### Tecnologías de la información y la comunicación
La Convención Internacional sobre los Derechos de las Personas con Discapacidad de Naciones Unidas, que entró en vigor el 3 de mayo de 2008, establece que hay que garantizar a las personas con discapacidad la igualdad de acceso a las tecnologías de la información y la comunicación (TIC).
En lo relativo a Internet, el World Wide Web Consortium (W3C) ha preparado unas Directrices sobre la accesibilidad de los contenidos en la web. Consiste en la definición de productos y entornos para ser usados por todas las personas al máximo posible, sin adaptaciones o necesidad de un diseño especializado. Este concepto comprende una definición más amplia de lo que se conoce como accesibilidad para personas con discapacidad. Abarca que los entornos, productos y servicios que se ofrecen y usamos en nuestra vida diaria, sumando el acceso a las tecnologías de la información y comunicación; deben estar disponibles para todos en igualdad de condiciones como parte esencial para la adecuada integración de los diversos grupos de la sociedad.
Este concepto busca que los entornos, desde su diseño, incluyan uno o más de los siguientes principios:
- Uso equitativo: que los entornos puedan ser usados por personas con distintas capacidades físicas.
- Uso flexible: que los entornos se acomoden a un amplio rango de referencias y habilidades individuales.
- Uso simple e intuitivo: que los entornos sean fáciles de entender, sin importar la experiencia, conocimientos, habilidades del lenguaje o nivel de concentración del usuario.
- Información perceptible: que los entornos transmitan la información necesaria al usuario para su desplazamiento de forma efectiva, sin importar las condiciones del medio ambiente o sus capacidades sensoriales.
- Tolerancia al error: que los entornos minimicen riesgos y consecuencias adversas de acciones involuntarias o accidentales.
- Mínimo esfuerzo físico: que los entornos puedan ser usados cómoda y eficientemente minimizando la fatiga.
- Adecuado tamaño de aproximación y uso: que los componentes de las construcciones proporcionen un tamaño y espacio adecuado para el acercamiento, alcance, manipulación y uso de los servicios independientemente del tamaño corporal, postura o movilidad del usuario.

## Derechos de las personas con discapacidad
El 7 de junio de 1999, en la ciudad de Guatemala, la Asamblea General de la Organización de los Estados Americanos aprobó la Convención Interamericana para la Eliminación de todas las Formas de Discriminación contra las Personas con Discapacidad, que establece en su artículo 1 que:

El término "discriminación contra las personas con discapacidad" significa toda distinción, exclusión o restricción basada en una discapacidad, antecedente de discapacidad, consecuencia de discapacidad anterior o percepción de una discapacidad presente o pasada, que tenga el efecto o propósito de impedir o anular el reconocimiento, goce o ejercicio por parte de las personas con discapacidad, de sus derechos humanos y libertades fundamentales

El 13 de diciembre del 2006, la Organización de las Naciones Unidas acordó formalmente la Convención sobre los Derechos de las Personas con Discapacidad:

Desde sus comienzos, las Naciones Unidas han tratado de mejorar la situación de las personas con discapacidad y hacer más fáciles sus vidas. El interés de las Naciones Unidas por el bienestar y los derechos de las personas con discapacidad tiene sus orígenes en sus principios fundacionales, que están basados en los derechos humanos, las libertades fundamentales y la igualdad de todos los seres humanos.
Participación e igualdad plenas

Este es el primer tratado del sistema de derechos humanos del siglo XXI, destinado a proteger y reforzar los derechos y la igualdad de oportunidades de las cerca de 650 millones de personas con discapacidad que se estima hay a nivel mundial. En él, se establece que todos los seres humanos tienen derechos que deben ser respetados, algunos de los cuales son los siguientes:
- Todo ser humano tiene derecho a la vida y, como tal, nace libre y es considerado igual.
- Derecho a la autonomía.
- Derecho a la no discriminación y a la participación en la sociedad.
- Derecho a la igualdad de oportunidades.
- Derecho a la accesibilidad.
- Derecho a la seguridad de la propia persona.
- Derecho al reconocimiento de las personas ante la ley y la justicia.
- Derecho a la libertad de expresión.
- Derecho a la libertad de circulación.
- Derecho a una nacionalidad.
- Derecho a un trabajo y a un salario igualitario.
- Derecho al respeto de la privacidad.
- Derecho a contraer matrimonio y a fundar una familia.
- Derecho a la salud.
- Derecho a un nivel adecuado de protección social.
- Derecho a la educación.
- Derecho a tener una vida digna.[35]

Los países firmantes de la convención deberán adoptar nuevas leyes nacionales, y quitar viejas leyes, de modo que las personas con discapacidad, por ejemplo, tengan los mismos derechos a la educación, al empleo y a la vida cultural.
En 1976, la ONU lanzó su Año Internacional para las Personas con Discapacidad para 1981, y más adelante se le llamó Año Internacional de las Personas con Discapacidad. En 1979, Frank Bowe fue el representante de las personas con discapacidad.
La Década de las Personas con Discapacidad de la ONU, entre 1983 y 1993, ofreció un Programa Mundial de Acción Referido a Personas con Discapacidad; hoy, muchos países han nombrado a representantes que son personas con discapacidad. Además, en 1984 la Unesco aceptó la lengua de señas para la educación de niños y jóvenes sordos.
El Día Internacional de las Personas con Discapacidad se celebra el 3 de diciembre de cada año.
La obtención de un certificado de discapacidad puede comportar numerosas ventajas y ayudas cuya naturaleza exacta depende de la legislación de cada país o territorio. Algunos ejemplos son:
- Subvenciones para la compra, remodelación y adaptación de un vehículo.
- Permiso de estacionamiento en la vía pública.
- Ayudas para el transporte público o tarjetas especiales con descuentos.
- Reducción de impuestos en productos de aseo o farmacia.
- Becas para la educación.
- Plazas de universidad especialmente reservadas.
- Descuentos para actividades lúdicas o de ocio.
- Asistencia sanitaria.
- Descuentos para viajes de larga distancia y estadía en hoteles.
- Acceso a las viviendas de protección oficial reservadas para personas con discapacidad.
- Jubilación anticipada.

### Derechos de las personas con discapacidades por país

#### Argentina
Los derechos de las personas con discapacidad en Argentina están establecidos en la ley 26.378, que ratifica la Convención Internacional sobre los Derechos de las Personas con Discapacidad realizada por las Naciones Unidas en 2006. Dicha ley tiene carácter constitucional, lo cual significa que no puede ser cambiada o derogada por mayoría simple. Las leyes nacionales 22.431 y 24.901 establecen los servicios que debe proveer el estado a las personas con discapacidad y permiten el trámite del Certificado Único de Discapacidad (CUD), el cual permite tramitar y facilitar dichos servicios.

#### México
En México, las personas con discapacidad se encuentran cubiertas por la Comisión Nacional de los Derechos Humanos (CNDH) que se encarga de promover y proteger los derechos de todos los grupos sociales y étnicos, además de buscar eliminar la discriminación, así como asegurar la inclusión de las personas en la sociedad.
La Ley federal mexicana para prevenir la discriminación, además busca terminar con todas las formas de discriminación entendiendo por esta última, toda distinción o exclusión basada en origen étnico, edad, sexo, discapacidad, condición socioeconómica, salud, creencias, etcétera. A partir de esta, se creó el Consejo Nacional para Prevenir la Discriminación encargado de formular políticas y realizar acciones para fomentar una cultura de respeto y no discriminación, de igual manera, este consejo se encarga de atender las quejas sobre conductas discriminatorias, proporcionando asesoría al afectado para hacer valer sus derechos y llevando a cabo las acciones jurídicas correspondientes para una solución del problema.
La Suprema Corte de Justicia de la Nación emitió el Protocolo de Actuación para quienes imparten justicia en caso de que involucren derechos de personas con discapacidad, lo que establece los principios que se deben guardar en todo proceso legal en el cual se encuentren involucradas personas que tengan alguna discapacidad, estableciendo los principios de:
- Principio de Abordaje de la discapacidad, desde el modelo social y de derechos humanos
- Mayor protección de los derechos de las personas con disparidad (Principio por persona)
- Principio de igualdad y no discriminación
- Principio de accesibilidad
- Principio de respeto de la dignidad inherente, autonomía individual, incluida la libertad de tomar las propias decisiones y la independencia de las personas
- Principio de participación o inclusión plenas y efectivas en la sociedad
- Principio de respeto por la diferencia y la aceptación de la discapacidad, como parte de la diversidad y condiciones humanas (Principio vinculado con la heterogeneidad y complejidad de la discapacidad)
- Respeto a la evolución de las facultades de los niños y niñas con discapacidad, a su derecho de preservar su identidad[40]

#### España
En España, el procedimiento para el reconocimiento de la discapacidad se regula por Real Decreto 1971/1999, de 23 de diciembre. Incluye un baremo por «factores sociales», pero falta por desarrollar cuáles son los recursos específicos para el dicho colectivo de Discapacitados con los Factores Sociales. Esta visión se asocia a un modelo médico de la discapacidad.
La Ley 51/2003, de 2 de diciembre, de igualdad de oportunidades, no discriminación y accesibilidad universal de las personas con discapacidad (abreviadamente LIONDAU), tiene por objeto establecer medidas para garantizar y hacer efectivo el derecho a la igualdad de oportunidades de las personas con discapacidad. A estos efectos, se entiende por igualdad de oportunidades la ausencia de discriminación, directa o indirecta, que tenga su causa en una discapacidad, así como la adopción de medidas de acción positiva orientadas a evitar o compensar las desventajas de una persona con discapacidad para participar plenamente en la vida política, económica, cultural y social.
La Ley 26/2011, de 1 de agosto, adapta la normativa española a la Convención Internacional sobre los Derechos de las Personas con Discapacidad. La discapacidad es aquella condición bajo la cual ciertas personas presentan alguna deficiencia física, mental, intelectual o sensoriales que a largo plazo afectan la forma de interactuar y participar plenamente en la sociedad.

#### Perú
Desde 1963 la ley 14569 reconoce el derecho laboral de las personas en situación de discapacidad.

## Discapacidad y sociedad

### Deporte

Logo de los Juegos Paralímpicos.

Los diferentes deportes adaptados para personas con discapacidad motriz se desarrollan desde los años 1950, ejemplo de ello son los Juegos Paralímpicos entre los que, por ejemplo, el atletismo, es la disciplina que ha logrado adaptar la mayor parte de su modalidades.
A partir de 2006 se organizan competiciones de deportes extremos para personas con discapacidades físicas, incluyendo competiciones de skateboarding, wakeboarding, escalada en roca, ciclismo de montaña, surfing, moto-x y kayaking.

### Sexualidad
Las personas con discapacidad pueden experimentar el deseo sexual y pueden expresar su sexualidad de diversas maneras. Es habitual que no hayan recibido una educación sexual integral que pueda asistirles a lo largo de su vida sexual debido a la idea preconcebida de que son seres asexuados y no son sexualmente activos. Aunque algunas personas con discapacidad sí son asexuales, es un error generalizar y asumir que todas lo son. Muchas personas con discapacidad no son capaces de ejecutar los derechos que les permitirían tener intimidad y relaciones. En lo que se refiere a la sexualidad, su intersección con la discapacidad se asocia a menudo con la victimización, el abuso y la pureza.
Para los casos de discapacidades físicas que cambian el funcionamiento sexual de la persona, como la lesión de la médula espinal, existen varias soluciones. La persona afectada puede disfrutar del sexo con la ayuda de juguetes sexuales y ayudas físicas (tales como modificaciones en la cama), adoptando posturas sexuales adecuadas o a través de los servicios de un trabajador sexual cualificado.

### Representación mediática de las personas con discapacidad
En la representación mediática de las personas con discapacidad en los periódicos mexicanos predominan:
- El paternalismo, es decir, la idea de que el gobierno es el responsable principal de los problemas de este grupo y por tanto el actor encargado de resolverlos.
- La representación de las personas con discapacidad como carentes de capacidad para resolver sus problemas.
- Soluciones relacionadas con la participación de instituciones de socialización alternativas (por ejemplo, instituciones asistenciales, escuelas de educación especial) que resultan, sin embargo, poco inclusivas.[24]
- Comportamientos estereotipados, en especial al representar personajes con autismo.

## Discapacidad en el cine
El cine ha reflejado de múltiples formas la discapacidad, la mayoría de las veces desde el punto de vista del no discapacitado. En un estudio de 2002, Olga María Alegre de la Rosa reunió más de 20 películas que abarcan el tema y las clasificó en siete etapas que van desde 1930 hasta 1990.A continuación algunas películas que abordan el tema:
- El Octavo Día en la que el protagonista es un personaje con síndrome de Down.
- Mi vida es mía o Amigos intocables que retratan la vida de personas con parálisis total del cuerpo.
- El milagro de Anna Sullivan película que retrata la historia de Hellen Keller, la escritora, oradora y activista política sordociega estadounidense.[51]